# Aeolus (autoveicoli)
Aeolus, in precedenza Fengshen (风神S, FēngshénP) è un marchio automobilistico di proprietà della casa automobilistica cinese Dongfeng Passenger Vehicle Company, una divisione di Dongfeng Motor Corporation. 
Il marchio è stato lanciato nel luglio 2009 con il nome Fengshen, e successivamente è stato rinominato Aeolus, mentre il nome cinese è rimasto lo stesso.